# Ґордон Голлінґшед
Ґордон Голлінґшед (англ. Gordon Hollingshead; 8 січня 1892, Гарфілд, Нью-Джерсі, США - 8 липня 1952, Ньюпорт-Біч, Каліфорнія, США) — американський кінопродюсер, асоційований продюсер та помічник режисера. Гордон працював над створення понад 220 фільмів в період між 1916 і 1953 роками. В 1934 році Голлінґшед виграв премію «Оскар», як найкращий помічник режисера.

## Вибрана фільмографія
- 1946: Хлопець та його пес / A Boy and His Dog
- 1944: Боб Віллс і його Texas Playboys / Bob Wills and His Texas Playboys
- 1944: Ревіння зброї / Roaring Guns
- 1943: Задній стрілок / The Rear Gunner
- 1933: 42-га вулиця / 42nd Street
- 1933: Викрадач картин / Picture Snatcher
- 1927: Співак джазу / The Jazz Singer